# Patrick Stevens (taekwondo)
Patrick Stevens (Alphen aan den Rijn, 15 de julio de 1979) es un deportista neerlandés que compitió en taekwondo. Ganó tres medallas en el Campeonato Europeo de Taekwondo entre los años 2002 y 2005.
Participó en los Juegos Olímpicos de Atenas 2004, donde finalizó undécimo en la categoría de –80 kg.

## Palmarés internacional
| Campeonato Europeo | Campeonato Europeo    | Campeonato Europeo | Campeonato Europeo |
| Año                | Lugar                 | Medalla            | Categoría          |
| ------------------ | --------------------- | ------------------ | ------------------ |
| 2002               | Samsun (Turquía)      | Medalla de bronce  | –84 kg             |
| 2004               | Lillehammer (Noruega) | Medalla de plata   | –84 kg             |
| 2005               | Riga (Letonia)        | Medalla de bronce  | –84 kg             |